# Кола (град)
Вижте пояснителната страница за други значения на Кола.
Кола (на руски: Кола) е град в Русия, административен център на Колски район, Мурманска област. Населението на града към 1 януари 2018 година е 9691 души.